# Pelecopsis laptevi
Espèce
Synonymes
- Pelecopsis steppensis Gnelitsa, 2008

Pelecopsis laptevi est une espèce d'araignées aranéomorphes de la famille des Linyphiidae.

## Distribution
Cette espèce se rencontre en Iran, au Turkménistan, au Kazakhstan, en Russie, en Ukraine, en Bulgarie et en Macédoine du Nord,.

## Description
Le mâle holotype mesure 1,50 mm.

## Systématique et taxinomie
Pelecopsis steppensis a été placée en synonymie par Tanasevitch en 2013

## Publication originale
- Tanasevitch & Fet, 1986 : « Materials to the spider fauna (Aranei) of Turkmenistan. III. Family Linyphiidae. » Izvestiya Akademii Nauk Turkmenskoi SSR Seriya Biologicheskikh Nauk (Biol. Nauk), vol. 1986, no 1, p. 33-42.